# ساموئل فیلیپس ورنر

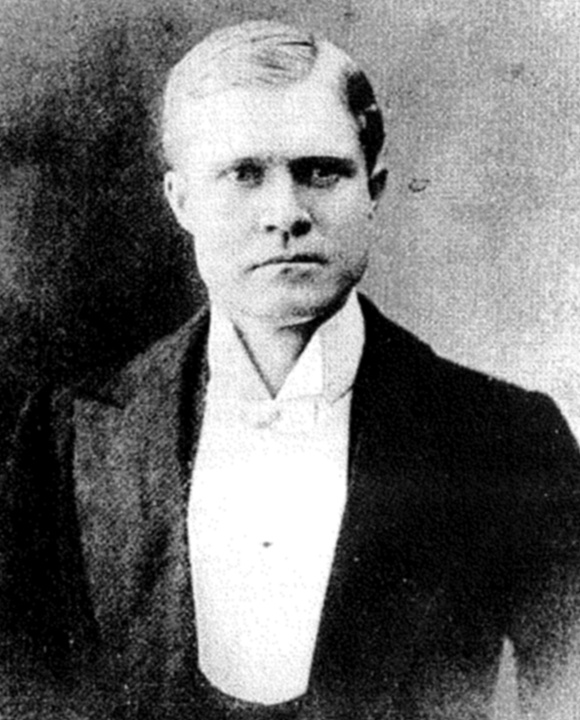
فیلیپس ورنر

ساموئل فیلیپس ورنر (۱۴ نوامبر ۱۸۷۳–۹ اکتبر ۱۹۴۳) یک مبلغ مذهبی بود که در کنگو به کاوش و خرید و فروش اجناس و حیوانات می‌پرداخت.
بیشترین سرشناسی وی برای نمایش کوتاه قامت اوتا بنگا، یک برده انسانی اهل آفریقا در آمریکا بود.
پس از یک شکست روحی، او حدود یک سال به عنوان کارگر در راه‌آهن کار کرد. سپس به کار برای عموی خود A.L. Phillips در توسکالوسا، آلاباما رفت.
در اینجا او در مؤسسه استیلمن که عمویش سرپرست آن بود، تدریس می‌کرد. او در سفرهای آفریقایی خواندن آثار دیوید لیوینگستون و هنری مورتون استنلی را آغاز کرده بود و با خانواده ساموئل ل. لپسلی، اولین مبلغ پرسیبیتریایی که در کنگو درگذشت، تماس گرفت.
او تصمیم گرفت در سال ۱۸۹۵ به درخواست دکتر S.H به آفریقا برود. چستر که منشی ماموریت‌های خارجی کلیسای پرسبیتری بود. ورنر تحت یک بند فوق‌العاده در ۲۵ سپتامبر ۱۸۹۵ در پیشاهنگ توسکالوسا پس از معاینه در موضوعات مختلف منصوب شد. او و جوزف فیپس از نیویورک به لندن در کشتی نیویورک و از ساوتهمپتون به آنتورپ رفتند و سرانجام با کشتی R.M.S. روکل به ماتادی در کنگو.
ورنر در کنگو ماند و زبان تشیلوبا را مطالعه کرد. در ۱۵ دسامبر ۱۸۹۷ هنگام خارج شدن از تپه ای در نزدیکی Ndombe به دام حیوانات افتاد و توسط یک سم مسموم شده سوراخ شد. دستیار آفریقایی او، کسونگو، به روستای نزدیک بیندوندو دوید و او توسط یک زن پزشکی تحت درمان قرار گرفت. پس از دو هفته او به Ndombe بازگشت و او به بهبودی خود برای یک سال بعد در بالتیمور ادامه داد. پاملا نیوکرک در کتاب خود گزارش مجروحیت خود را زیر سال برده‌است. [۱] او همچنین خاطرنشان می‌کند که ورنر دست کم دو فرزند با پدرش با یک زن کنگوئی در لوئبو به یادگار گذاشته‌است. در سال ۱۸۹۸ او سه دستیار کنگوئی را که قصد داشت قبل از بازگرداندن آنها به آنها زبان انگلیسی و سایر مهارتها را آموزش دهد، آورد. این شامل کسونگو بود که در سال ۱۹۰۲ در بیرمنگام بر اثر ازدحام جمعیت کشته شد و برای شنیدن صحبت‌های بوکر تی واشینگتن به آنجا رفت. در دهه ۱۹۰۰ وی سفرهای بیشتری برای آوردن مردم آفریقا به ایالات متحده انجام داد
ساموئل فیلیپس ورنر در سال ۱۸۹۹ از کار مبلغی کناره‌گیری کرد.
ورنر مقالاتی را بر اساس تجربیات آفریقایی خود نوشت و در بین دیگران در زمینه Pygmies [3] و موضوعات مختلف استعمار آفریقا متخصص بود [۴]. ورنر دوست ویلیام تمپل هورنادای شد که شامپانزه‌ها را برای او آورد. ورنر برای تهیه نمونه‌های بومیان آفریقایی برای نمایشگاه خرید لوئیزیانا و نمایشگاه جهانی ۱۹۰۴ استخدام شده بود. ورنر ۱۲ نفر، از جمله آنها اوتا بنگا، را از محل تلاقی رودخانه‌های کاسای و سانکورو خریداری کرد، جایی که او ادعا می‌کرد که مردم باشیله در آنجا بودند. بنگا اسیر ۱۹۰۶ اوتا بنگا ممنوعیت فرهنگی را از قبیله ای که در کنگو زندگی می‌کرد، تجربه کرد. او تصمیم گرفت به همراه ورنر که با هورنادای در ارتباط بود به نیویورک بازگردد. او ترتیب داد که اوتا بنگا در باغ وحش برانکس نمایشگاه کند. ابتدا نمایش بازدیدکنندگان را به خود جلب کرد، اما شرایط اوتا بنگا بدتر شد تا جایی که با او مانند یک اسیر رفتار شد. این وضعیت خشم آمریکایی‌های آفریقایی‌تبار را برانگیخت و آنها آزادی وی را از شهردار جورج بی مک کلن جونیور دریافت کردند.
ورنر ممکن است به دلیل برخی جنبه‌های فعالیتش در تضاد با ممنوعیت سراسری در ایالات متحده که تحت متمم سیزدهم متمم اجرا شده‌است، مورد بحث قرار گرفته باشد. قوانین ملی قبلی برده داری را در ایالات متحده بسیار محدود کرده بود. این موارد شامل قانون ممنوعیت وارد کردن برده‌ها در ۱ ژانویه ۱۸۰۸ است، که واردات برده‌ها را از خارج از کشور، اما نه از کشورهای بدون تابعیت، جرم محسوب می‌کند. ورنر ادعا کرد که بنگا آزاد است و از نمایشگاه بنگا در باغ وحش هیچ سودی نبرده‌است.
به نظر می‌رسد ورنر پس از ماجرای اوتا بنگا به تاریکی رفته‌است. در سال ۱۹۱۲، یک درخواست ثبت اختراع برای دام حیوانات ذوزنقه ای آدرس وی را به عنوان ساکن در منطقه کانال اوبیسپو پاناما نشان می‌دهد. 
کتابی دربارهٔ اوتا بنگا توسط نوه ورنر فیلیپس ورنر بردفورد نوشته شده‌است.

## زندگی‌نامه

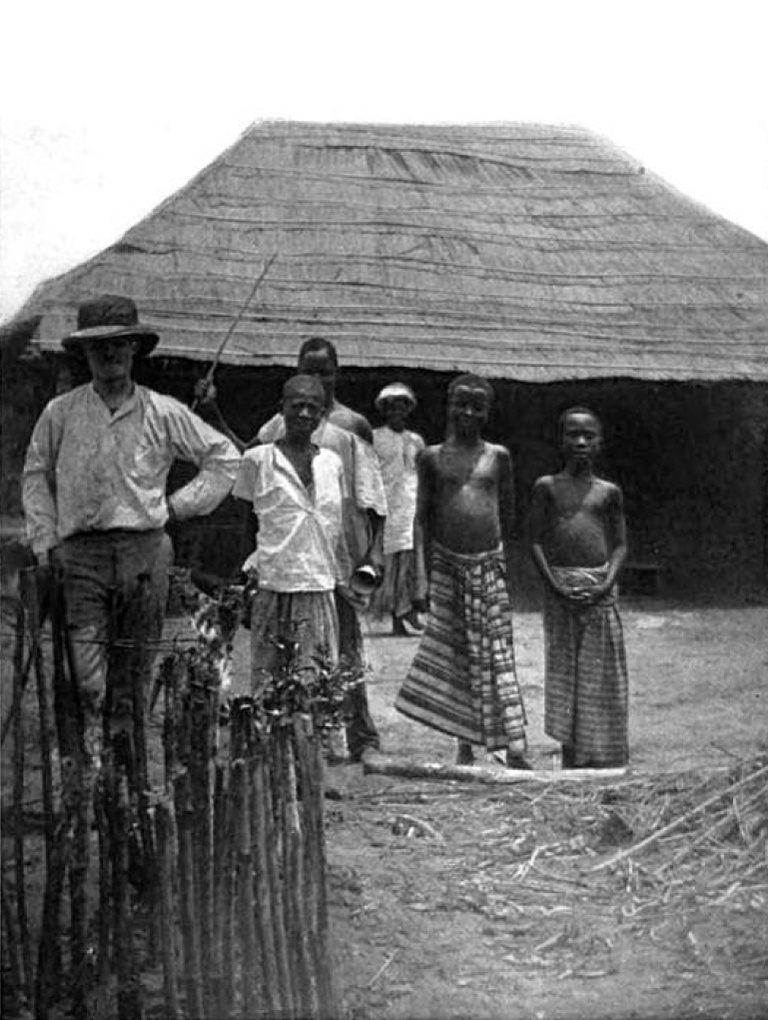
ورنر در کنگو، ۱۹۰۲

او اولین پسر از خانواده ای برده دار در کارولینای جنوبی بود، در کلمبیا تحصیل کرد و سپس به دانشگاه کارولینای جنوبی رفت و در سال ۱۸۹۲ به عنوان برترین دانش آموز فارغ‌التحصیل شد.